# Brett Davern
Brett Davern (Edmonds, Washington, 16 de marzo de 1983) es un actor estadounidense más conocido por su papel como Jake Rosati en la serie de MTV Awkward, así como su aparición regular como Finn, hermano de la detective Rush, en Cold Case.

## Biografía
Creció en Edmonds, Washington, donde una vida en Hollywood parecía muy lejana, pero después de que Brett Davern debutara en teatros locales siendo muy joven, supo que su vocación era la interpretación. Mientras estaba en el instituto, Brett consiguió una beca en "Stagedoor Manor Performing Arts Training Center" uno de los campamentos de verano más exclusivo para las artes escénicas, localizado en el norte del estado de Nueva York. Por ese programa pasó un grupo ecléctico de alumnos entre los que se cuentan Robert Downey Jr., Natalie Portman, Jon Cryer o Bryce Dallas Howard entre otros. Estudió teatro en la American Musical and Dramatic Academy de Nueva York y se graduó con excelentes resultados.
Nada más graduarse de AMDA, Brett consiguió el papel de William Messerman en el debut en la dirección de Chad Lowe, Beautiful Ohio, donde tuvo la oportunidad de trabajar con actores de renombre como William Hurt, Julianna Margulies y Rita Wilson.
Desde que se trasladó a Los Ángeles, Davern ha desarrollado un currículum que incluye tanto televisión como cine. Recientemente, hizo la película independiente Junk. También coprotagonizó junto a Mathew Lillard y Rachelle Lefevre la comedia Pool Boys, e interpretó al introvertido Whisper en la película Triple Dog jundto a Brittany Robertson y Scout Taylor Compton. Dentro de algunos de sus trabajos televisivos se incluyen series populares como CSI: Miami, In Plain Sight o Medium, donde hizo papeles episódicos, y Cold Case donde interpretó al personaje recurrente de Finn, el hermano pequeño y problemático de Kathryn Morris.
Además de su entrenamiento diario, Brett Davern hace snowboard, wakeboard y le gusta jugar al fútbol, el rugby y el béisbol. Actualmente reside en Los Angeles. Brett es más conocido como Jake, papel que desempeña en la serie de MTV, Awkward. La serie comenzó a emitirse en 2011 y continua emitiéndose los miércoles por la noche en MTV.

## Filmografía
| Año       | Título                   | Papel                 | Comentarios              |
| --------- | ------------------------ | --------------------- | ------------------------ |
| 2006      | Beautiful Ohio           | William               | Película                 |
| 2008      | Player 5150              | Mike                  | Película                 |
| 2008      | CSI: Miami               | Justin Marsh          | Serie (papel episódico)  |
| 2009      | In Plain Sight           | Eric                  | Serie (papel episódico)  |
| 2010      | The Pool Boys            | Alex Sperling         | Película                 |
| 2009–2010 | Cold Case                | Finn Cooper           | Serie (papel recurrente) |
| 2010      | The Deep End             | Charlie Holloway      | Serie (papel episódico)  |
| 2010      | Case 219                 | Leonard Gray          | Película                 |
| 2010      | Medium                   | Ryan Graff            | Serie (papel episódico)  |
| 2010      | Triple Dog               | Whisper               | Película                 |
| 2011–2016 | Awkward                  | Jake Rosati           | Serie (protagonista)     |
| 2011      | Junk                     | Billy                 | Película                 |
| 2012      | The Finder               | Cooper Allison        | Serie (papel episódico)  |
| 2012      | NCIS                     | Kris Taylor           | Serie (papel episódico)  |
| 2013      | Movie 43                 | Jugador de baloncesto | Película                 |
| 2013      | Chosen                   | Paul                  | Serie                    |
| 2014      | Born To Race: Fast Track | Danny Krueger         | Película                 |